# Велко Дачев
Велко Дачев Тишев, наричан Карловлията, е български революционер: четник в Четата на Жельо войвода, знаменосец в Четата на Таньо войвода през 1876 година, опълченец в Руско-турската война (1877 – 1878), доброволец в Сръбско-българската война (1885).

## Биография
Роден е през 1844 г. в сливенското село Ердуванли чифлик, днес Радево. На 19 години тръгва по гурбет като градинар из Влашко.
През 1866 г. попада в четата на Дядо Жельо войвода, а след разпускането ѝ скита по градовете от Оршова до Галац и се установява в Олтеница.
Подготвен и въоръжен от олтенишкия революционен комитет, той се включва в Таньовата чета. Като опитен революционер е определен за знаменосец, какъвто остава с нея до последното ѝ сражение на Керчан баир на 27 май 1876 г. На 5 юни Велко Дачев заловен край Котел, но тъй като не могло да се установи дали е от четниците или от местните въстаници, е откаран в Одринския затвор.
След амнистията Велко Дачев е освободен и отпътува за Кишинев, където е зачислен в Шеста опълченска дружина (1877) и остава с нея до края на избухналата Руско-турска война. След Освобождението Велко Дачев се жени в Чирпан и заедно с брат си се заселват във Вятово, Русенско със семействата си, където са оземлени и получават пенсия като поборници.
През 1885 г. се обявява Сръбско-българската война и заминава като доброволец на фронта. Връща се у дома и се записва в Поборническо-опълченското дружество в Русе през 1898 г.
Избиран два пъти за кмет на Ветово.
Велко Дачев говори турски, влашки и руски език. Оставя 6 наследници и умира във Ветово на 10 септември 1921 г.